# Chip-scale package

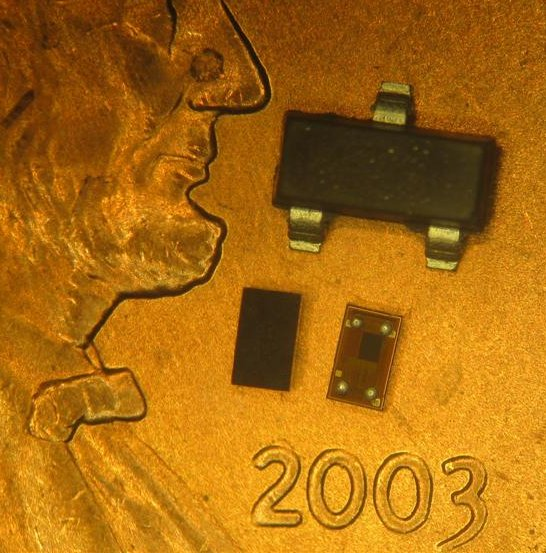
Корпус WLCSP і SOT23 для порівняння

Корпус з розмірами, близькими до розміру кристала (CSP, англ. Chip-scale package) — один з типів корпусу інтегрованої схеми.
Спочатку CSP це був лише акронім для напряму технології корпусування. Потім значення абревіатури було стандартом закріплено за певним типом. У відповідності зі стандартом J-STD-012, для того щоб кваліфікуватися як CSP, корпус повинен перевищувати площу чипа не більше ніж в 1,2 рази. Ще один критерій, який часто застосовується, щоб кваліфікувати ці корпуси, є крок матриці виводів, який повинен бути не більше 1 мм.

## Види CSP
CSP можна розділити на такі групи:
- CSP на основі різних вивідних рамок (LFCSP, Customized leadframe-based CSP)
- CSP на основі гнучких підкладок (Flexible substrate-based CSP)
- Фліп-чип CSP (FCCSP)
- CSP на основі жорстких підкладок
- CSP, контактні кульки якого протравлені або надруковані безпосередньо на кремнієвій підкладці (WL-CSP, Wafer-level redistribution CSP)